# Transformator liniowy

Transformator liniowy - budowa

Transformator liniowy - symbol elektryczny

Transformator liniowy – transformator oddzielający galwanicznie część liniową toru telekomunikacyjnego od części stacyjnej, dopasowujący opornościowo urządzenie stacyjne do oporności toru oraz umożliwiający tworzenie torów pochodnych. Transformatory są nawijane na rdzeniach toroidalnych i zamykane w hermetycznych pudełkach blaszanych z uchwytami do mocowaniu na stojaku głowicowo-transformatorowym. Wykonywane są zwykle na następujące oporności: 800/800Ω, 800/1600Ω, 800/400Ω.
Odmianą transformatorów liniowych są transformatory liniowe bliźniacze. Jest to para transformatorów liniowych o bardzo zbliżonych charakterystykach, połączonych konstrukcyjnie, przełączanych do rozgałęźnika po stronie toru i po stronie równoważnika.